# ديفيد بيرن
ديفيد بيرن (بالإنجليزية: David Byrne)‏ (28 أبريل 1905 في جمهورية أيرلندا - 1 مايو 1990) هو لاعب كرة قدم أيرلندي في مركز الهجوم. شارك مع منتخب جمهورية أيرلندا لكرة القدم. أما مع النوادي، فقد لعب مع برادفورد سيتي وشيفيلد يونايتد وغلينتوران ومانشستر يونايتد ونادي شامروك روفرز ونادي شيلبورن ونادي كوليرين ونادي لارن ‏ وBrideville F.C. ‏.

## وصلات خارجية
- ديفيد بيرن على موقع قاعدة بيانات كرة القدم.إي يو (الإنجليزية)